# Toni Glowatzky
Toni Glowatzky (17. lipnja 1952.) je hrvatski glazbenik. Poznati je skladatelj. Višestruko je nagrađivan na Festivalu kajkavskih popevki.
Treći je sin je poznatog hrvatskog odvjetnika Ive Glowatzkog, sinovac je Vikija Glovackog, poznatog autora hitova pisanih kajkavštinom poput Dobro mi došel prijatel. Suprug je glazbenice Ljerke Palatinuš.
Studirao je pravo. Osim što je glazbenik, u karijeri je bio i diplomat i u politici. 1991. bio je u HDZ-u. Radio je u Uredu predsjednika RH. Bio je generalni konzul Republike Hrvatske u Zürichu do 1997. godine, a radio je i u konzulatima u Münchenu, Zürichu i Ottawi. Nakon odlaska iz diplomacije prešao je u HSLS.

## Vanjske poveznice
- Baza djela
- Toni Glowatzky na Discogsu